# Globus d'Or al millor actor en sèrie de televisió musical o còmica
El Globus d'Or al millor actor en sèrie de televisió musical o còmica va ser lliurat per primera vegada el 1969 per l'associació de la premsa estrangera de Hollywood. Aquest guardó s'atorga al protagonista d'una sèrie d'humor o programa musical, especialment els nord-americans.

## Guardonats per any

### Dècada de 2010
| Any  | Candidats    | Candidats          | Pel·lícula              | Paper                |
| ---- | ------------ | ------------------ | ----------------------- | -------------------- |
| 2019 | centrado     | Ramy Youssef       | Ramy                    | Ramy Hassan          |
| 2019 | centrado     | Michael Douglas    | El método Kominsky      | Sandy Kominsky       |
| 2019 | centrado     | Bill Hader         | Barry                   | Barry Berkman        |
| 2019 | centrado     | Ben Platt          | The Politician          | Payton Hobart        |
| 2019 | centrado     | Paul Rudd          | Living with Yourself    | Miles Elliot         |
| 2018 | centrado     | Michael Douglas    | El método Kominsky      | Sandy Kominsky       |
| 2018 | centrado     | Sacha Baron Cohen  | Who Is America?         | Varios personajes    |
| 2018 | centrado     | Jim Carrey         | Kidding                 | Jeff Piccirillo      |
| 2018 | centrado     | Donald Glover      | Atlanta                 | Earnest "Earn" Marks |
| 2018 | centrado     | Bill Hader         | Barry                   | Barry Berkman        |
| 2017 | centrado     | Aziz Ansari        | Master of None          | Dev Shah             |
| 2017 | centrado     | Kevin Bacon        | I Love Dick             | Dick                 |
| 2017 | centrado     | Anthony Anderson   | black-ish               | Dre Johnson          |
| 2017 | centrado     | William H. Macy    | Shameless               | Frank Gallagher      |
| 2017 | centrado     | Eric McCormack     | Will & Grace            | Will Truman          |
| 2016 | centrado     | Donald Glover      | Atlanta                 | Earnest "Earn" Marks |
| 2016 | centrado     | Jeffrey Tambor     | Transparent             | Mort / Maura         |
| 2016 | centrado     | Anthony Anderson   | black-ish               | Dre Johnson          |
| 2016 | centrado     | Gael García Bernal | Mozart in the Jungle    | Rodrigo de Souza     |
| 2016 | centrado     | Nick Nolte         | Graves                  | Richard Graves       |
| 2015 | centrado     | Gael García Bernal | Mozart in the Jungle    | Rodrigo de Souza     |
| 2015 | centrado     | Jeffrey Tambor     | Transparent             | Mort / Maura         |
| 2015 | centrado     | Aziz Ansari        | Master of None          | Dev Shah             |
| 2015 | centrado     | Rob Lowe           | The Grinder             | Dean Sanderson, Jr   |
| 2015 | centrado     | Patrick Stewart    | Blunt Talk              | Walter Blunt         |
| 2014 | centrado     | Jeffrey Tambor     | Transparent             | Mort / Maura         |
| 2014 | centrado     | Louis C.K.         | Louie                   | Louie                |
| 2014 | centrado     | Don Cheadle        | House of Lies           | Marty Kaan           |
| 2014 | centrado     | Ricky Gervais      | Derek                   | Derek Noakes         |
| 2014 | centrado     | William H. Macy    | Shameless               | Frank Gallagher      |
| 2013 | centrado     | Andy Samberg       | Brooklyn Nine-Nine      | Jake Peralta         |
| 2013 | centrado     | Jason Bateman      | Arrested Development    | Michael Bluth        |
| 2013 | centrado     | Don Cheadle        | House of Lies           | Marty Kaan           |
| 2013 | centrado     | Michael J. Fox     | The Michael J. Fox Show | Mike Henry           |
| 2013 | centrado     | Jim Parsons        | The Big Bang Theory     | Sheldon Cooper       |
| 2012 | Don Cheadle  | Don Cheadle        | House of Lies           | Marty Kaan           |
| 2012 | Don Cheadle  | Alec Baldwin       | 30 Rock                 | Jack Donaghy         |
| 2012 | Don Cheadle  | Louis C.K.         | Louie                   | Louie                |
| 2012 | Don Cheadle  | Matt LeBlanc       | Episodes                | Ell mateix           |
| 2012 | Don Cheadle  | Jim Parsons        | The Big Bang Theory     | Sheldon Cooper       |
| 2011 | Matt LeBlanc | Matt LeBlanc       | Episodes                | Ell mateix           |
| 2011 | Matt LeBlanc | Alec Baldwin       | 30 Rock                 | Jack Donaghy         |
| 2011 | Matt LeBlanc | David Duchovny     | Californication         | Hank Moody           |
| 2011 | Matt LeBlanc | Johnny Galecki     | The Big Bang Theory     | Leonard Hofstadter   |
| 2011 | Matt LeBlanc | Thomas Jane        | Hung                    | Ray Drecker          |
| 2010 | Jim Parsons  | Jim Parsons        | The Big Bang Theory     | Sheldon Cooper       |
| 2010 | Jim Parsons  | Alec Baldwin       | 30 Rock                 | Jack Donaghy         |
| 2010 | Jim Parsons  | Steve Carell       | The Office              | Michael Scott        |
| 2010 | Jim Parsons  | Thomas Jane        | Hung                    | Ray Drecker          |
| 2010 | Jim Parsons  | Matthew Morrison   | Glee                    | Will Schuester       |

### Dècada de 2000
| Any  | Candidats      | Candidats        | Pel·lícula              | Paper              |
| ---- | -------------- | ---------------- | ----------------------- | ------------------ |
| 2009 | Alec Baldwin   | Alec Baldwin     | 30 Rock                 | Jack Donaghy       |
| 2009 | Alec Baldwin   | Steve Carell     | The Office              | Michael Scott      |
| 2009 | Alec Baldwin   | David Duchovny   | Californication         | Hank Moody         |
| 2009 | Alec Baldwin   | Thomas Jane      | Hung                    | Ray Drecker        |
| 2009 | Alec Baldwin   | Matthew Morrison | The Big Bang Theory     | Will Schuester     |
| 2008 | Alec Baldwin   | Alec Baldwin     | 30 Rock                 | Jack Donaghy       |
| 2008 | Alec Baldwin   | Steve Carell     | The Office              | Michael Scott      |
| 2008 | Alec Baldwin   | Kevin Connolly   | Entourage               | Eric Murphy        |
| 2008 | Alec Baldwin   | David Duchovny   | Californication         | Hank Moody         |
| 2008 | Alec Baldwin   | Tony Shalhoub    | Monk                    | Adrian Monk        |
| 2007 | David Duchovny | David Duchovny   | Californication         | Hank Moody         |
| 2007 | David Duchovny | Alec Baldwin     | 30 Rock                 | Jack Donaghy       |
| 2007 | David Duchovny | Steve Carell     | The Office              | Michael Scott      |
| 2007 | David Duchovny | Ricky Gervais    | Extras                  | Andy Millman       |
| 2007 | David Duchovny | Lee Pace         | Pushing Daisies         | Ned                |
| 2006 | Alec Baldwin   | Alec Baldwin     | 30 Rock                 | Jack Donaghy       |
| 2006 | Alec Baldwin   | Zach Braff       | Scrubs                  | John "J.D." Dorian |
| 2006 | Alec Baldwin   | Steve Carell     | The Office              | Michael Scott      |
| 2006 | Alec Baldwin   | Jason Lee        | My Name Is Earl         | Earl Hickey        |
| 2006 | Alec Baldwin   | Tony Shalhoub    | Monk                    | Adrian Monk        |
| 2005 | Steve Carell   | Steve Carell     | The Office              | Michael Scott      |
| 2005 | Steve Carell   | Zach Braff       | Scrubs                  | John "J.D." Dorian |
| 2005 | Steve Carell   | Larry David      | Curb Your Enthusiasm    | Él mismo           |
| 2005 | Steve Carell   | Jason Lee        | My Name Is Earl         | Earl Hickey        |
| 2005 | Steve Carell   | Charlie Sheen    | Two and a Half Men      | Charlie Harper     |
| 2004 | Jason Bateman  | Jason Bateman    | Arrested Development    | Michael Bluth      |
| 2004 | Jason Bateman  | Zach Braff       | Scrubs                  | John "J.D." Dorian |
| 2004 | Jason Bateman  | Larry David      | Curb Your Enthusiasm    | Él mismo           |
| 2004 | Jason Bateman  | Matt LeBlanc     | Joey                    | Joey Tribbiani     |
| 2004 | Jason Bateman  | Tony Shalhoub    | Monk                    | Adrian Monk        |
| 2004 | Jason Bateman  | Charlie Sheen    | Two and a Half Men      | Charlie Harper     |
| 2003 | Ricky Gervais  | Ricky Gervais    | The Office              | David Brent        |
| 2003 | Ricky Gervais  | Matt LeBlanc     | Friends                 | Joey Tribbiani     |
| 2003 | Ricky Gervais  | Bernie Mac       | The Bernie Mac Show     | Bernie McCullough  |
| 2003 | Ricky Gervais  | Eric McCormack   | Will & Grace            | Will Truman        |
| 2003 | Ricky Gervais  | Tony Shalhoub    | Monk                    | Adrian Monk        |
| 2002 | Tony Shalhoub  | Tony Shalhoub    | Monk                    | Adrian Monk        |
| 2002 | Tony Shalhoub  | Larry David      | Curb Your Enthusiasm    | Ell mateix         |
| 2002 | Tony Shalhoub  | Matt LeBlanc     | Friends                 | Joey Tribbiani     |
| 2002 | Tony Shalhoub  | Bernie Mac       | The Bernie Mac Show     | Bernie McCullough  |
| 2002 | Tony Shalhoub  | Eric McCormack   | Will & Grace            | Will Truman        |
| 2001 | Charlie Sheen  | Charlie Sheen    | Spin City               | Charlie Crawford   |
| 2001 | Charlie Sheen  | Tom Cavanagh     | Ed                      | Ed Stevens         |
| 2001 | Charlie Sheen  | Kelsey Grammer   | Frasier                 | Dr. Frasier Crane  |
| 2001 | Charlie Sheen  | Eric McCormack   | Will & Grace            | Will Truman        |
| 2001 | Charlie Sheen  | Frankie Muniz    | Malcolm in the Middle   | Malcolm            |
| 2001 | Kelsey Grammer | Kelsey Grammer   | Frasier                 | Dr. Frasier Crane  |
| 2001 | Kelsey Grammer | Ted Danson       | Becker                  | John Becker        |
| 2001 | Kelsey Grammer | Eric McCormack   | Will & Grace            | Will Truman        |
| 2001 | Kelsey Grammer | Frankie Muniz    | Malcolm in the Middle   | Malcolm            |
| 2001 | Kelsey Grammer | Ray Romano       | Everybody Loves Raymond | Ray Barone         |

### Altres anys
| Any  | Guanyador                                   | Sèrie                           |
| ---- | ------------------------------------------- | ------------------------------- |
| 2000 | Michael J. Fox                              | Spin City                       |
| 1999 | Michael J. Fox                              | Spin City                       |
| 1998 | Michael J. Fox                              | Spin City                       |
| 1997 | John Lithgow                                | Caiguts del cel                 |
| 1996 | Kelsey Grammer                              | Frasier                         |
| 1995 | Tim Allen                                   | Home Improvement                |
| 1994 | Jerry Seinfeld                              | Seinfeld                        |
| 1993 | John Goodman                                | Roseanne                        |
| 1992 | Burt Reynolds                               | The Newton Family               |
| 1991 | Ted Danson                                  | Cheers                          |
| 1990 | Ted Danson                                  | Cheers                          |
| 1989 | Michael J. Fox Judd Hirsch Richard Mulligan | Family Ties Divorced Empty nest |
| 1988 | Dabney Coleman                              | The Slap Maxwell Story          |
| 1987 | Bruce Willis                                | Moonlighting                    |
| 1986 | Bill Cosby                                  | The Cosby Show                  |
| 1985 | Bill Cosby                                  | The Cosby Show                  |
| 1984 | John Ritter                                 | Man About the House             |
| 1983 | Alan Alda                                   | M*A*S*H                         |
| 1982 | Alan Alda                                   | M*A*S*H                         |
| 1981 | Alan Alda                                   | M*A*S*H                         |
| 1980 | Alan Alda                                   | M*A*S*H                         |
| 1979 | Robin Williams                              | Mork and Mindy                  |
| 1978 | Ron Howard Henry Winkler                    | Happy Days                      |
| 1977 | Henry Winkler                               | Happy Days                      |
| 1976 | Alan Alda                                   | M*A*S*H                         |
| 1975 | Alan Alda                                   | M*A*S*H                         |
| 1974 | Jack Klugman                                | L'estranya parella              |
| 1973 | Redd Foxx                                   | Sanford and Son                 |
| 1972 | Carroll O'Connor                            | All in the Family               |
| 1971 | Flip Wilson                                 | The Flip Wilson Show            |